# Jacques Loeb
Jacques Loeb, född 7 april 1859 i Mayen, död 11 februari 1924 i Hamilton, Bermuda, var en tysk-amerikansk fysiolog.
Loeb blev medicine doktor 1884, varpå han 1895 blev extra ordinarie professor i fysiologi vid University of Chicago samt ordinarie professor där 1900. Åren 1910–24 var han chef för avdelningen för allmän fysiologi vid Rockefeller Institute for Medical Research. Han var en ledande representant för utvecklingsmekanisk forskning; en stor del av hans arbeten berörde de så kallade tropismerna. Loeb uppfann den konstlade partenogenesen, det vill säga framkallande av äggcellers utveckling till individer genom kemiska medel utan föregående befruktning.